# 睦月型驅逐艦
睦月型驅逐艦（日文：睦月型駆逐艦／，英文：Mutsuki class destroyer），是大日本帝國海軍在華盛頓海軍條約下建造的艦隊型驅逐艦，峯風型驅逐艦和神風型驅逐艦的放大版，也是以峯風型為基本構型的最後一型。

## 概要

### 八八艦隊
日本海軍的八八艦隊計畫在華盛頓海軍條約簽訂後中止，計畫中原本規劃大量建造一等驅逐艦（神風型驅逐艦）和二等驅逐艦（若竹級驅逐艦）的搭配也必須有所修正。面對主力艦的諸多限制，強化輔助艦艇成為唯一選擇，為此，日本海軍決定不再建造二等驅逐艦，一等驅逐艦的神風型在建造9隻後也中止，改為峯風型和神風型放大版的睦月型12隻。最大改進點在武裝方面，睦月型搭載了61公分三聯裝魚雷發射管2座，是首型搭載61公分魚雷發射管的驅逐艦（峯風型和神風型為53公分連裝魚雷發射管3座）。

### 第四艦隊事件
1935年（昭和10年）9月26日發生的第四艦隊事件，本型艦「睦月」、「菊月」、「三日月」遭到暴風雨侵襲，造成艦橋嚴重受損。

### 戰時表現
太平洋戰爭爆發時本型已為舊式軍艦，但仍在強化原本薄弱的防空砲火後在運輸船團護衛和前線輸送中活躍。其中部分成員在戰時進行了改裝，撤去後部魚雷發射管和主砲，以加強防空和運送能力。卻也因活躍於戰火猛烈的前線消耗戰中最後全數戰歿。

## 同型艦
- 睦月

1926年3月25日於佐世保海軍工廠完工
1942年8月25日沉沒
- 如月

1925年12月21日於舞鶴海軍工廠完工
1941年12月11日沉沒
- 彌生

1926年8月28日於浦賀船渠完工
1942年9月11日沉沒
- 卯月

1926年9月14日於石川島造船所完工
1944年12月12日沉沒
- 皋月

1925年11月15日於藤永田造船所完工
1944年9月21日沉沒
- 水無月（日语：水無月_(睦月型駆逐艦)）

1927年3月22日於浦賀船渠完工
1944年6月6日沉沒
- 文月（日语：文月_(睦月型駆逐艦)）

1926年7月3日於藤永田造船所完工
1944年2月17日沉沒
- 長月（日语：長月_(睦月型駆逐艦)）

1927年4月30日於石川島造船所完工
1943年7月5日觸礁後遭空襲重損放棄
- 菊月

1926年11月20日於舞鶴海軍工廠完工
1942年5月4日沉沒
- 三日月（日语：みかづき）

1927年5月7日於佐世保海軍工廠完工
1943年7月27日沉沒
- 望月

1927年10月31日於浦賀船渠完工
1943年10月24日沉沒
- 夕月（日语：夕月_(駆逐艦)）

1927年7月25日於藤永田造船所完工
1944年12月12日沉沒